# CEFCU運動場
CEFCU運動場（英語：CEFCU Stadium），前稱斯巴達運動場，是位於美國加利福尼亚州聖荷西的室外運動場。
運動場擁有者為聖荷西州立大學，自1933年起為大學美式足球隊聖荷西州立大學斯巴達隊的主場，中間亦會有高中美式足球比賽。
CEFCU運動場曾於1996年至2005年期間為美國職業足球大聯盟球隊圣何塞衝擊（後更名為圣何塞地震）的主場。
球場於1933年落成，至2015年以前曾用名「斯巴達運動場」，直到2016年伊利诺伊州皮奥里亚的公民平權第一信用合作社（CEFCU）獲得冠名贊助權後，才更名為「CEFCU體育場」。

## 足球國際賽事

### 男子國家隊
| 日期          | 賽事       | 主隊   | 賽果 | 客隊     | 入場人數 | 註    |
| ------------- | ---------- | ------ | ---- | -------- | -------- | ----- |
| 1986年2月14日 | 國際友誼賽 | 墨西哥 | 1–2  | 东德     | 6,000    | [ 4 ] |
| 1998年11月6日 | 國際友誼賽 | 美国   | 0-0  |          | 15,074   | [ 5 ] |
| 2000年9月27日 | 國際友誼賽 | 墨西哥 | 1–0  | 玻利维亚 | 30,154   | [ 6 ] |
| 2007年6月2日  | 國際友誼賽 | 美国   | 4–1  | 中國     | 20,821   | [ 7 ] |

### 女子國家隊
| 日期          | 賽事                             | 主隊 | 賽果 | 客隊   | 入場人數 | 註     |
| ------------- | -------------------------------- | ---- | ---- | ------ | -------- | ------ |
| 1999年6月19日 | 1999年國際足協女子世界盃C組      | 日本 | 1–1  | 加拿大 | 23,298   | [ 8 ]  |
| 1999年6月19日 | 1999年國際足協女子世界盃D組      | 瑞典 | 1–2  | 中國   | 23,298   | [ 9 ]  |
| 1999年6月30日 | 1999年國際足協女子世界盃半準決賽 | 中國 | 2–0  | 俄羅斯 | 21,411   | [ 10 ] |
| 1999年6月30日 | 1999年國際足協女子世界盃半準決賽 | 挪威 | 3–1  | 瑞典   | 21,411   | [ 11 ] |

## 圖集

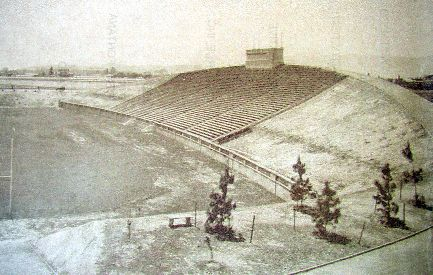
1933年
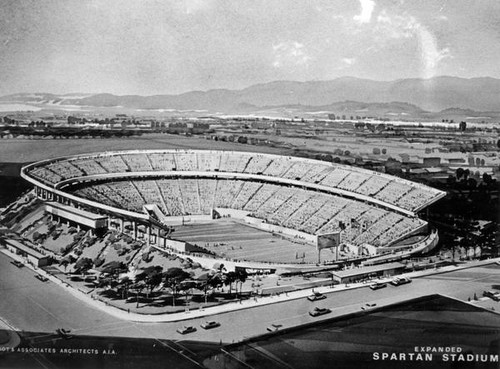
1960年代的擴建計畫
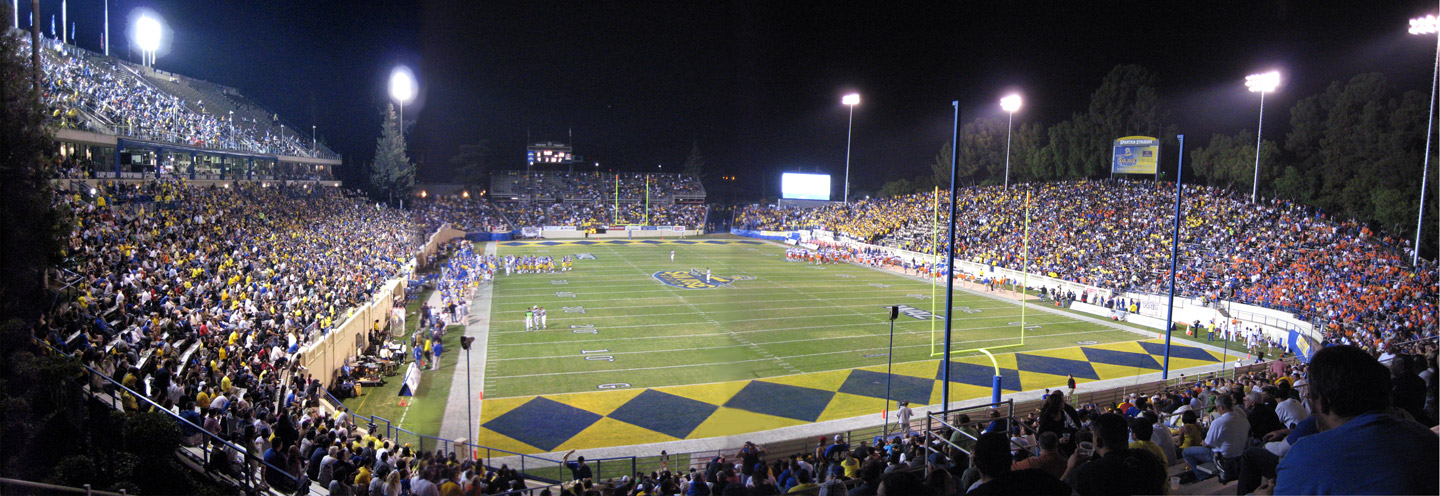
2008年
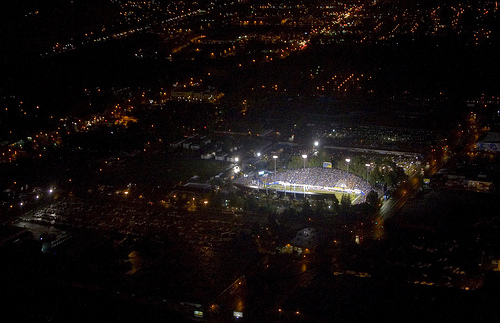
球場於2008年的夜景
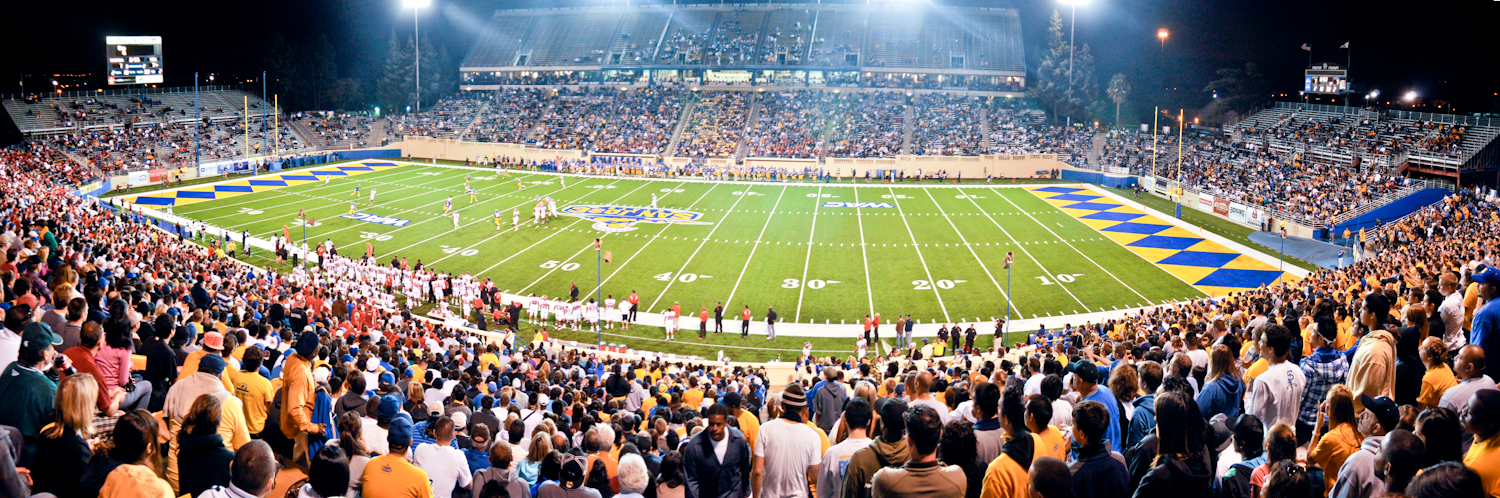
首季使用FieldTurf人造草皮的賽季 – 2009年
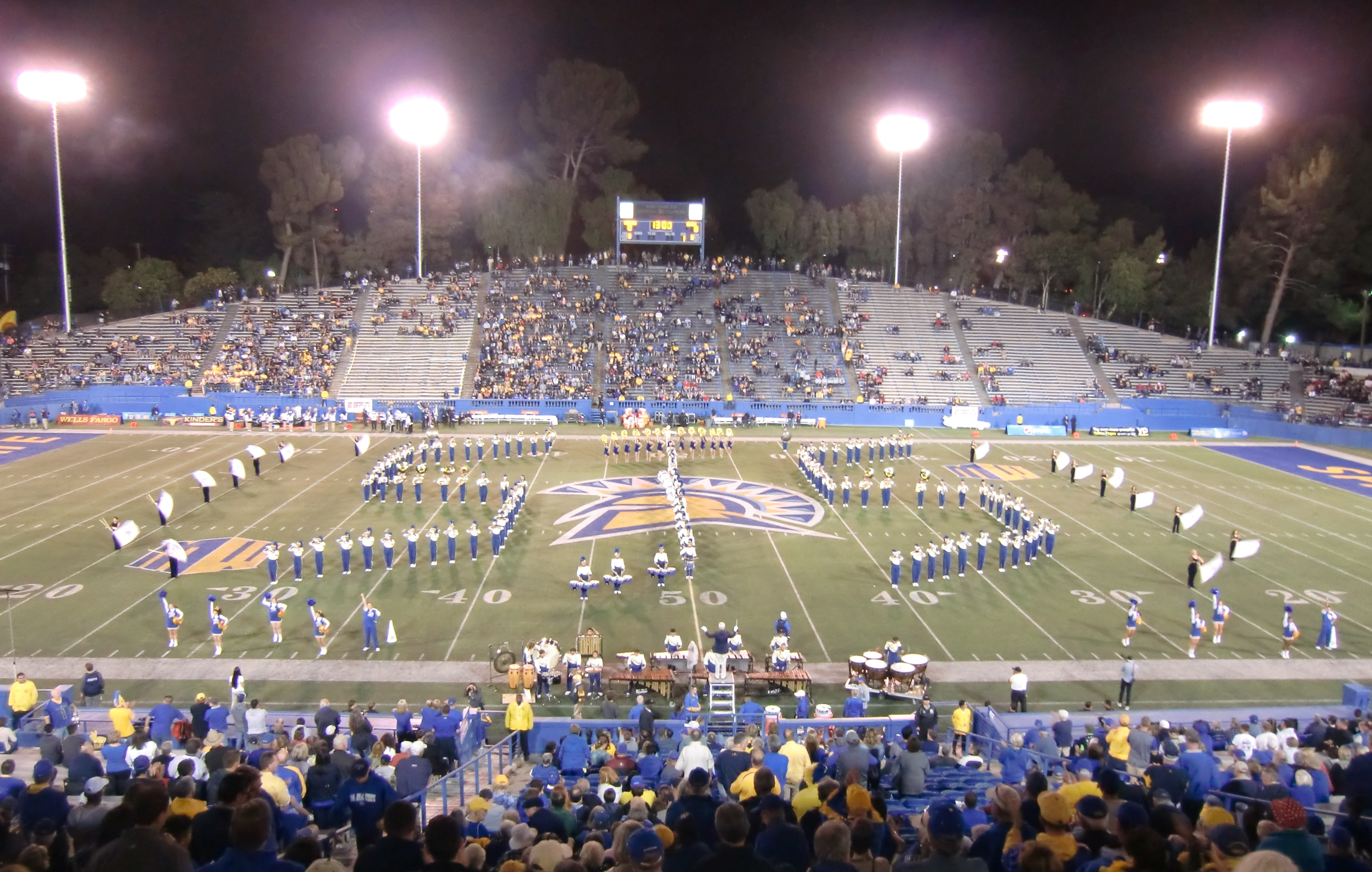
2015年
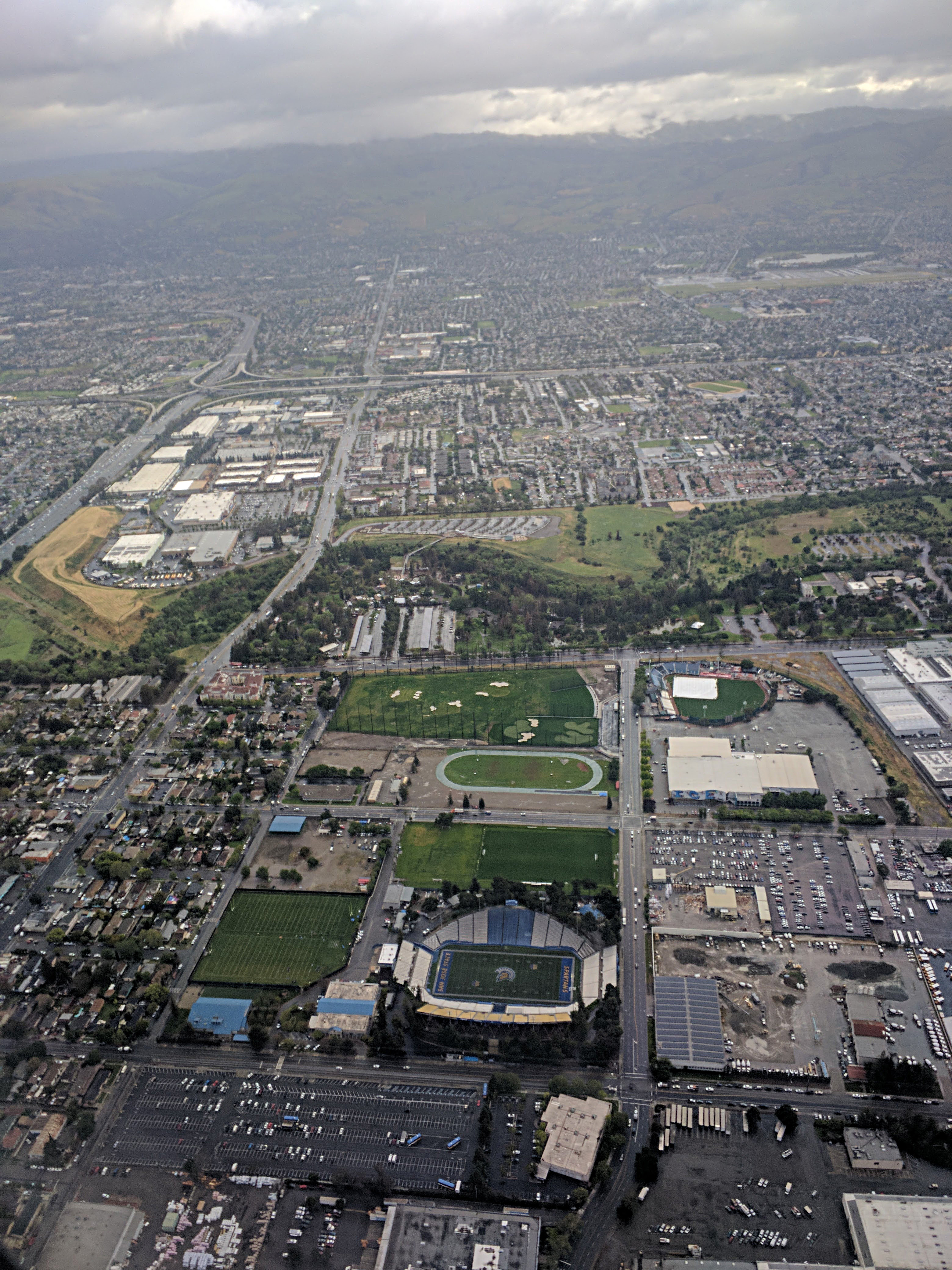
2017年的空中照片

## 外部連結
- 官方网站